# سینماهای سینپلکس
سینماهای سینپلکس (انگلیسی: Cineplexx Cinemas) یک گروه سینمایی در کشور اتریش است.
این شرکت که در سال ۱۹۹۳ تأسیس شده علاوه‌بر اتریش در کشورهای کرواسی، ایتالیا، مونته‌نگرو، صربستان، اسلوونی، آلبانی، جمهوری مقدونیه، بوسنی و هرزگوین، کوزوو و یونان نیز دارای سینما است.

## شهرها
- ماریبور
- تسلیه
- مورسکا سبتا
- نوو مستو
- کرانی
- کپر
- زاگرب
- اسپلیت
- بلگراد
- نیش
- کراگویواتس
- پودگوریتسا
- پریشتینا
- تیرانا
- اسکوپیه
- بانیا لوکا
- سالونیک
- بولتسانو
- تیرول جنوبی